# Émile Mauchamp

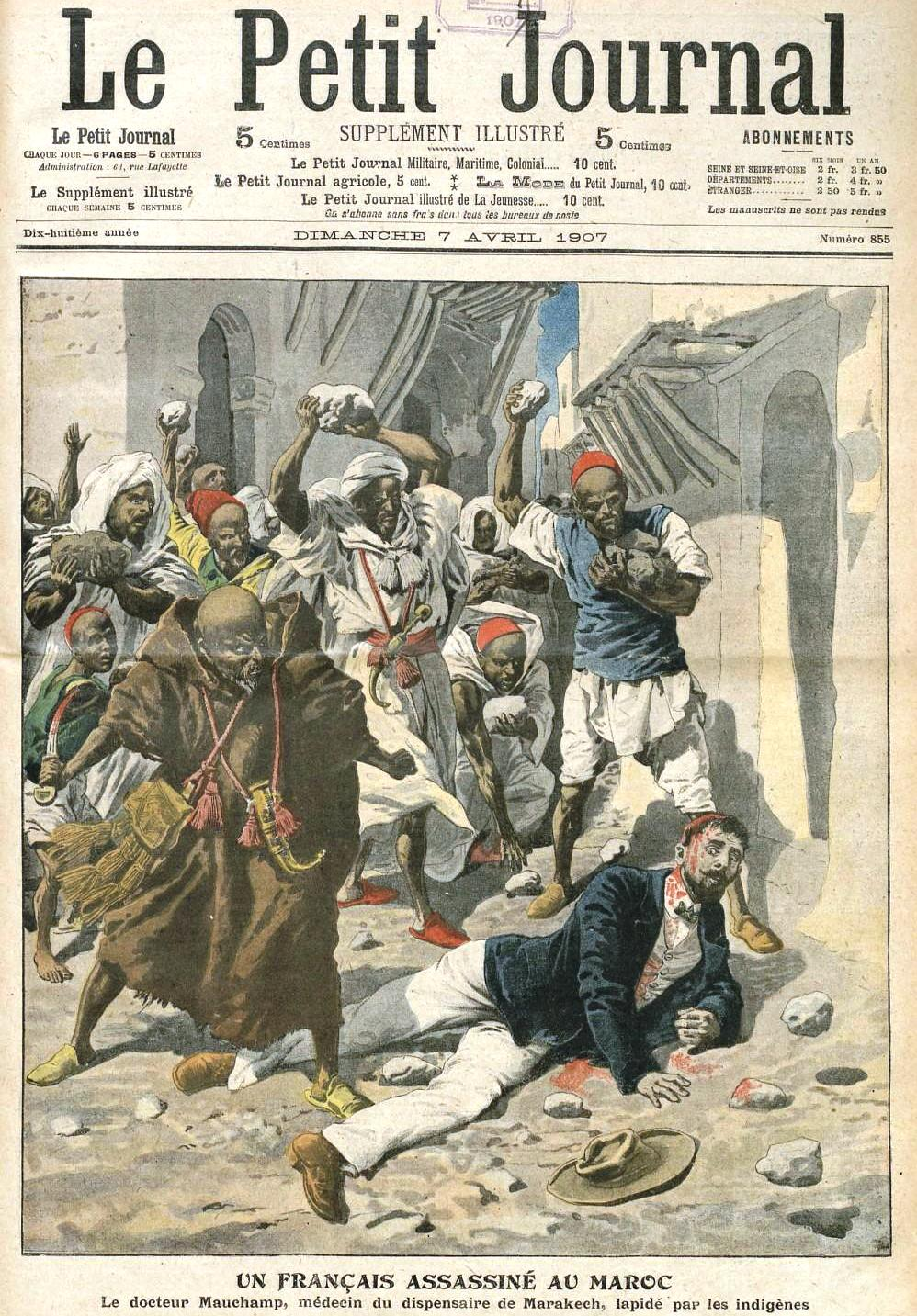
Assassinat du Dr Mauchamp à Marrakech
Le Petit Journal (1907)

Émile Mauchamp ou Pierre Benoit Émile Mauchamp (né le 3 mars 1870 à Chalon-sur-Saône, Saône-et-Loire - mort le 19 mars 1907 à Marrakech, Maroc) était un médecin français, qui fut assassiné à Marrakech, près du dispensaire où il exerçait.

## Biographie
Émile Mauchamp était le fils de Pierre Mauchamp, homme politique, qui fut conseiller général puis maire de Chalon-sur-Saône. Après des études au collège de la ville, il partit à Paris étudier la médecine. Sa thèse de doctorat porta le titre : "L'allaitement artificiel des nourrissons par le lait stérilisé" et obtint plusieurs prix. Nommé médecin sanitaire maritime, il exerça dans de nombreux pays : le Portugal, le Brésil, l'Italie, la Grèce, la Russie, l'actuelle Turquie. Après un séjour (1902-1905) en Palestine, notamment à Jérusalem, il fut nommé au Maroc par décret du ministère des Affaires étrangères pour y diriger un dispensaire, créé en 1905, à Marrakech.
Il y trouva la mort le 19 mars 1907,, assassiné par deux indigènes, sans doute poussés par des sorciers et aidés par la mission allemande, tout près du dispensaire où il soignait des enfants. Le docteur Émile Mauchamp avait-il des activités d'agent secret comme certains l'ont prétendu ? La population semblait l'accuser de « visées chrétiennes, sournoises et néfastes »; le Maroc n’était pas encore sous protectorat français.
Émile Mauchamp eut droit à des funérailles nationales et on lui décerna la médaille de la Légion d'Honneur à titre posthume[réf. nécessaire].
Le 11 avril 1907, une foule immense assista à ses obsèques en présence de nombreuses personnalités, notamment celle du ministre des Affaires étrangères, Stephen Pichon. Arrivé en gare de Chalon-sur-Saône à neuf heures, recouvert du drapeau tricolore, son cercueil, exposé sur un catafalque, est installé devant l'hôtel de ville. Pas moins de sept discours seront prononcés. Puis le cortège se dirigea vers le cimetière de l'Est, les commerçants ayant baissé leurs rideaux. L'inhumation eut lieu dans l'intimité familiale mais les Chalonnais ont ensuite eu la possibilité de lui rendre un dernier hommage.
Dans le square Chabas de Chalon-sur Saône, un monument perpétue le souvenir du docteur Émile Mauchamp. Œuvre du sculpteur tournusien Pierre Curillon, ce monument, inauguré le 21 août 1910, était initialement orné d'une statue en bronze représentant une femme marocaine tendant un bras vers le docteur et tenant son enfant dans l'autre bras. Il est aujourd'hui dépourvu de cette statue, dérobée par des soldats allemands pendant la Seconde Guerre mondiale.
Une rue de Chalon-sur-Saône, proche du Palais de Justice, porte son nom.

## Publications
- La Sorcellerie au Maroc, avec une préface de Jules Bois, Dorbon-ainé, 1911. œuvre posthume[6].